# Browns Mills
Browns Mills és una concentració de població designada pel cens dels Estats Units a l'estat de Nova Jersey. Segons el cens del 2000 tenia 11.257 habitants.

## Demografia
Segons el cens del 2000, Browns Mills tenia 11.257 habitants, 3.946 habitatges, i 2.939 famílies. La densitat de població era de 799 habitants/km².
Dels 3.946 habitatges en un 40,1% hi vivien nens de menys de 18 anys, en un 49% hi vivien parelles casades, en un 19,2% dones solteres, i en un 25,5% no eren unitats familiars. En el 20,3% dels habitatges hi vivien persones soles el 5,7% de les quals corresponia a persones de 65 anys o més que vivien soles. El nombre mitjà de persones vivint en cada habitatge era de 2,84 i el nombre mitjà de persones que vivien en cada família era de 3,24.
Per edats la població es repartia de la següent manera: un 29,3% tenia menys de 18 anys, un 9,2% entre 18 i 24, un 31,6% entre 25 i 44, un 21,6% de 45 a 60 i un 8,4% 65 anys o més.
L'edat mediana era de 34 anys. Per cada 100 dones de 18 o més anys hi havia 88,6 homes.
La renda mediana per habitatge era de 45.008 $ i la renda mediana per família de 49.443 $. Els homes tenien una renda mediana de 36.160 $ mentre que les dones 25.239 $. La renda per capita de la població era de 17.678 $. Aproximadament el 7,3% de les famílies i l'11% de la població estaven per davall del llindar de pobresa.

## Poblacions més properes
El següent diagrama mostra les poblacions més properes.